# Seznam osebnosti iz Občine Trzin
Seznam osebnosti iz Občine Trzin vsebuje osebnosti, ki so se tu rodile, delovale ali umrle.
- Ivan Hribar, bančnik, politik, diplomat in publicist (1851, Trzin – 1941, Ljubljana)
- Tine Zajec, zdravnik (1905, Trzin – 1944, Komendska Dobrava)
- Cene Štupar, komunist, novinar in partizan (1911, Črnuče – 1944, Trzin)
- Tine Orel, publicist, urednik in organizator planinstva (1913, Trzin – 1985, Mali Lošinj)
- Karel Jerič, operni in koncertni pevec (1941, Maribor)
- Ana Pusar Jerič, sopranistka (1946, Šentjur)
- Tone Peršak, politik, poslanec, režiser, teatrolog, pisatelj (1947, Ločki Vrh)
- Bernarda Hren Zajec, akademska slikarka in oblikovalka
- Simon Jugovic Fink, akademski slikar in pesnik
- Borut Čontala, novinar in pisatelj
- Peter Ložar, župan
- Tine Kmetič, partizan, spominska plošča na hiši, kjer je živel
- Emil Milan Kuferšin, rezbar, pisatelj, deklamator, kuhar Josipa Broza Tita (?, Trzin)
- Silvo Habat, motociklistični dirkač (?, Trzin)